# Charaxes tavetensis
Charaxes tavetensis är en fjärilsart som beskrevs av Rothscild 1894. Charaxes tavetensis ingår i släktet Charaxes och familjen praktfjärilar. Inga underarter finns listade i Catalogue of Life.